# Polizeiruf 110: Hermann
Hermann ist ein Fernsehfilm aus der Krimireihe Polizeiruf 110. Die 394. Folge innerhalb der Filmreihe Polizeiruf 110 wurde am 5. Dezember 2021 erstgesendet. Es ist der 11. Fall von Kriminalhauptkommissar Adam Raczek.

## Handlung
Unter einer Ladung von Bauschutt wird die Leiche der Bauingenieurin Daniela Nowak gefunden. Sie ist an den Folgen einer schweren Schädelverletzung gestorben. Kriminalhauptkommissar Adam Raczek ermittelt mit seiner früheren Kollegin Kriminalhauptkommissarin Alexandra Luschke, dass jemand in die Wohnung der Toten in Cottbus eingebrochen war. Nowak hatte auf einer Baustelle der Immobilien-Firma Karl Winkler gearbeitet, die Altbauwohnungen in moderne Eigentumswohnungen umbaut. An einem Haus in dem Komplex kann derzeit nicht gearbeitet werden, weil die Mieterin Elisabeth Behrend den Kaufvertrag vor Gericht angefochten hat. Der jüdische Erbauer des Hauses war 1944 mit seiner Familie deportiert worden, sein Sohn Zvi Spielmann, der einzige Überlebende, lebt in Israel und hat seine Ansprüche an den Investor Winkler verkauft. Spielmann ist vor wenigen Tagen zu seiner Tochter Mayale nach Cottbus gekommen, um in dem Prozess als Zeuge auszusagen.
Mayale Spielmann berichtet, dass sie sich am Abend vor Nowaks Tod mit dieser getroffen habe, weil die Bauingenieurin ihr für den Prozess wichtige Dokumente geben wollte.
Der Fensterbauer Jakob Behrend, Sohn von Elisabeth Behrend, zeigt den Polizisten die Kopie einer Schenkungsurkunde, in der das Haus 1942 im Zuge der Arisierungen seinem inzwischen verstorbenen Großvater übertragen wurde. Kurz vor dem Prozess findet die Polizei das Original der Schenkungsurkunde im Auto der Ermordeten. Daraufhin erklärt das Gericht den Kaufvertrag für nichtig.
Zusammen mit Zvi Spielmann durchsucht Raczek eine leerstehende Wohnung, in der sich die Familie Spielmann in der Nazizeit versteckt hatte. Er findet dort Reste von alten Dokumenten und vermutet, dass in einem Vertragszusatz auch die Rückübertragung des Hauses geregelt war. Spielmann erleidet einen Herzinfarkt und wird in eine Klinik eingeliefert.
Als Faserspuren aus der Wohnung der Toten auf Jakob Behrend hinweisen, wird dieser festgenommen. Er gibt zwar zu, die Wohnung nach dem Schenkungsvertrag durchsucht zu haben, aber mit Nowaks Tod habe er nichts zu tun. Bei einer Restauratorin im Stadtarchiv finden Raczek und Luschke den fehlenden Vertragszusatz.
Die Bilder einer Verkehrsüberwachung zeigen, dass Winkler und sein Assistent Terweg doch in Cottbus waren. Terweg gesteht, dass er Nowak niedergeschlagen habe, als diese den Schenkungsvertrag nicht herausgeben wollte, und wird verhaftet.

## Hintergrund
Der Film wurde vom 1. Juni 2021 bis zum 30. Juni 2021 in Cottbus, Słubice, Frankfurt (Oder) und Berlin gedreht.

## Kritiken
„Kleines Lob vorweg: Dass die Schöpfer des Films […] im Laufe der Handlung einen Holocaust-Überlebenden ins Zentrum rücken, ist ein starker Dreh; die jüdische Perspektive ist in Fernsehkrimis zu dem Thema meist nur angerissen oder gleich ganz ausgespart. […] Einige recht ähnlich angelegte Sonntagskrimis haben in letzter Zeit gezeigt, wie sich mit knappem, präzisem Strich schuldhafte Verstrickungen aus der Nazizeit schmerzhaft in der Gegenwart manifestieren lassen. […] Der neue »Polizeiruf« versucht da hingegen trotz plakativer Zuspitzungen und mit dramaturgischer Schützenhilfe aus Polen den versöhnlichen Ausstieg in die Sonntagnacht hinzubekommen. Unangemessen bei dem großen Thema.“

### Einschaltquoten
Die Erstausstrahlung von Hermann am 5. Dezember 2021 wurde in Deutschland von 7,46 Millionen Zuschauern gesehen und erreichte einen Marktanteil von 22,3 % für Das Erste.